# ME-FA
ME-FA er en dansk producent af postkasser samt postkasseanlæg. Hovedparten af virksomhedens produkter fremstilles på egne fabrikker i Poznan og Drawsko, Polen. ME-FA's største marked er Danmark, men har stor eksport, især i Norden. Virksomheden eksporterer også til bl.a. UK, Belgien, Holland og Japan.
Virksomheden blev startet i slutningen af 60'erne af Bjarne Sørensen.
ME-FA hovedkontor med bl.a. salg, udvikling og administration ligger i dag i Tåstrup. Virksomheden er i dag ejet af tyske Renz.